# Dịch máy bằng nơ-ron
Dịch máy bằng nơ-ron (Neural machine translation: NMT) là một cách tiếp cận dịch máy sử dụng mạng nơ-ron nhân tạo lớn để dự đoán chuỗi từ được dịch,bằng cách mô hình hóa toàn bộ các câu văn trong một mạng nơ-ron nhân tạo duy nhất.
Dịch máy nơ-ron sâu là một phần mở rộng của dịch máy bằng nơ-ron. Cả hai đều sử dụng một mạng nơ-ron lớn, sự khác biệt là dịch máy nơ-ron sâu sử dụng nhiều lớp nơ-ron thay vì chỉ một lớp nơ-ron như dịch máy bằng nơ-ron.

## Tính chất
Dịch máy bằng nơ-ron yêu cầu bộ nhớ ít hơn so với các mô hình dịch máy thống kê truyền thống (SMT). Hơn nữa, không giống như các hệ thống dịch thuật thông thường, tất cả các phần của mô hình dịch thuật nơ-ron được đào tạo cùng lúc với nhau (từ câu ngôn ngữ này sang câu ngôn ngữ khác) để tối đa hóa hiệu suất dịch thuật.

## Lịch sử
Các ứng dụng học tập sâu xuất hiện đầu tiên trong nhận dạng giọng nói vào những năm 1990. Bài báo khoa học đầu tiên về việc sử dụng mạng thần kinh trong dịch máy đã xuất hiện vào năm 2014, và đạt được rất nhiều tiến bộ trong vài năm sau đó. (Large-vocabulary NMT, ứng dụng để chú thích ảnh, Subword-NMT, Multilingual NMT, Multi-Source NMT, Character-dec NMT, Zero-Resource NMT, Google, Fully Character-NMT, Zero-Shot NMT in 2017).Năm 2015, sự xuất hiện đầu tiên của hệ thống NMT trong cuộc thi dịch máy nguồn mở (OpenMT'15). WMT'15 cũng lần đầu tiên có một ứng cử viên NMT; năm tiếp theo, đã có 90% hệ thống NMT trong số những người chiến thắng.

## Hoạt động
NMT không sử dụng các cách tiếp cận thống kê dựa trên cụm từ, với các thành phần con được thiết kế riêng biệt. Dịch máy bằng nơ-ron (NMT) không phải là một bước lớn của dịch máy thống kê truyền thống (SMT). Nguyên lý chính của nó là việc sử dụng các biểu diễn vectơ ("nhúng", "biểu diễn không gian liên tục") cho các từ và trạng thái bên trong. Cấu trúc của các mô hình nơ-ron nhìn chung đơn giản hơn các mô hình dựa trên cụm từ. Không có mô hình ngôn ngữ, mô hình dịch thuật và mô hình sắp xếp lại riêng biệt, mà chỉ có một mô hình chuỗi nơ-ron duy nhất dự đoán từng từ một. Tuy nhiên, chuỗi nơ-ron này dựa trên toàn bộ câu nguồn và tạo ra toàn bộ câu kết quả.
Mô hình NMT sử dụng học tập sâu và học đại diện.
Mô hình chuỗi từ đầu tiên thường được tạo ra bằng cách sử dụng mạng nơ-ron hồi quy (RNN). Mạng nơ-ron hồi quy hai chiều, được gọi là bộ mã hóa (encoder), được sử dụng để mã hóa câu nguồn cho RNN thứ hai, được gọi là bộ giải mã (decoder), được sử dụng để dự đoán các từ trong ngôn ngữ đích.
Mạng nơ-ron tích chập (Convolutional Neural Networks: Convnets) về nguyên tắc có phần tốt hơn cho các chuỗi nơ-ron dài liên tục, nhưng ban đầu không được sử dụng do một số điểm yếu, các điểm yếu này đã được bù đắp thành công vào năm 2017 bằng cách sử dụng phương pháp tiếp cận dựa trên "sự chú ý".

## Sử dụng
Vào năm 2016, hầu hết các hệ thống MT tốt nhất đã sử dụng mạng nơ-ron. Các dịch vụ dịch thuật của Google, Microsoft, Yandex  và PROMT  hiện sử dụng NMT. Google sử dụng Google Neural Machine dịch (GNMT) để ưu tiên cho các phương pháp thống kê trước đó. Microsoft sử dụng một công nghệ tương tự cho các bản dịch lời nói của mình (bao gồm Microsoft Translator live và Skype Translator). Một hệ thống dịch máy thần kinh nguồn mở, OpenNMT, đã được phát hành bởi nhóm Harvard NLP.